# Norování

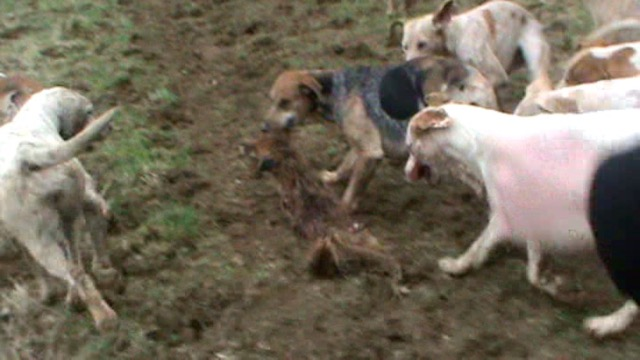
Lovečtí psi při útoku na lišku.

Norování je způsob lovu lišek a jezevců spočívající v jejich vyhnání z nory.
Norování se používá ke snižování stavu zvěře myslivosti škodící (liška, jezevec), příp. psíka mývalovitého. Než se přistoupí k norování, je nutné „obeznat“, zda je nora zvěří obsazena. K vypuzení zvěře z nory se používají nízkonozí psi – norníci. Krvavý boj v noře probíhá v absolutní tmě a zpravidla bývá až desítky minut dlouhý. Psem vypuzené šelmy se střílejí, tlučou nebo lapají, případně jsou přímo zadáveny norujícími psy. Při norování liška urputně brání své potomky a samotný pes bývá často zraněn. V případě, že se zvěř v noře zatarasí, zahrabe norníka, nebo vznikne pro psa jiné nebezpečí, přistupuje se k vykopávání. U lišek jsou při norování zabíjeny všechny věkové kategorie včetně čerstvě narozených mláďat. Myslivci tak zpravidla tímto způsobem lovu loví nejen lišku, ale i všechna liščata. Mláďata bývají také někdy po odchytnutí používána při výcviku loveckých psů jako živá návnada při bezkontaktním norování. V místech zvýšeného výskytu lišek se budují umělé nory. Jedná se o jedno nebo dvouramenné umělé podzemní chodby zakončené brlohem.

## Nesouhlas části veřejnosti s tímto způsobem lovu
Tento způsob lovu je podle mínění značné části veřejnosti v rozporu s platnou legislativou týkající se ochrany zvířat před týráním, neboť lovné zvíře i psi jsou dle jejich názoru vystavováni enormnímu stresu a zraněním. Samotní psi jsou mj. vystaveni riziku nákazy nejrůznějšími přenosnými nemocemi a pro některé z nich tento krutý boj rovněž končí fatálně. Dále vlastní způsob usmrcení dle mínění odpůrců norování nezajišťuje naplnění daných zákonů ve smyslu rychlé a bezbolestné smrti. Usmrcení zvěře tímto způsobem naopak považují za velmi drastické, bolestivé a nehumánní. Podobný názor panuje u mnoha lidí i na způsob přípravy loveckých psů k těmto účelům.
V roce 2015 z tohoto důvodu odpůrci norování připravovali podklady pro iniciaci změny legislativy ve směru ukončení norování, formou podepisování petičních archů ukončení norování podpořili desítky tisíc občanů ČR. Za zvýšením povědomí o problematice norování se zasloužil zejména ekolog Jiří Beneš z Hnutí DUHA, který byl spoluautorem a propagátorem petice pro ukončení norování v ČR.

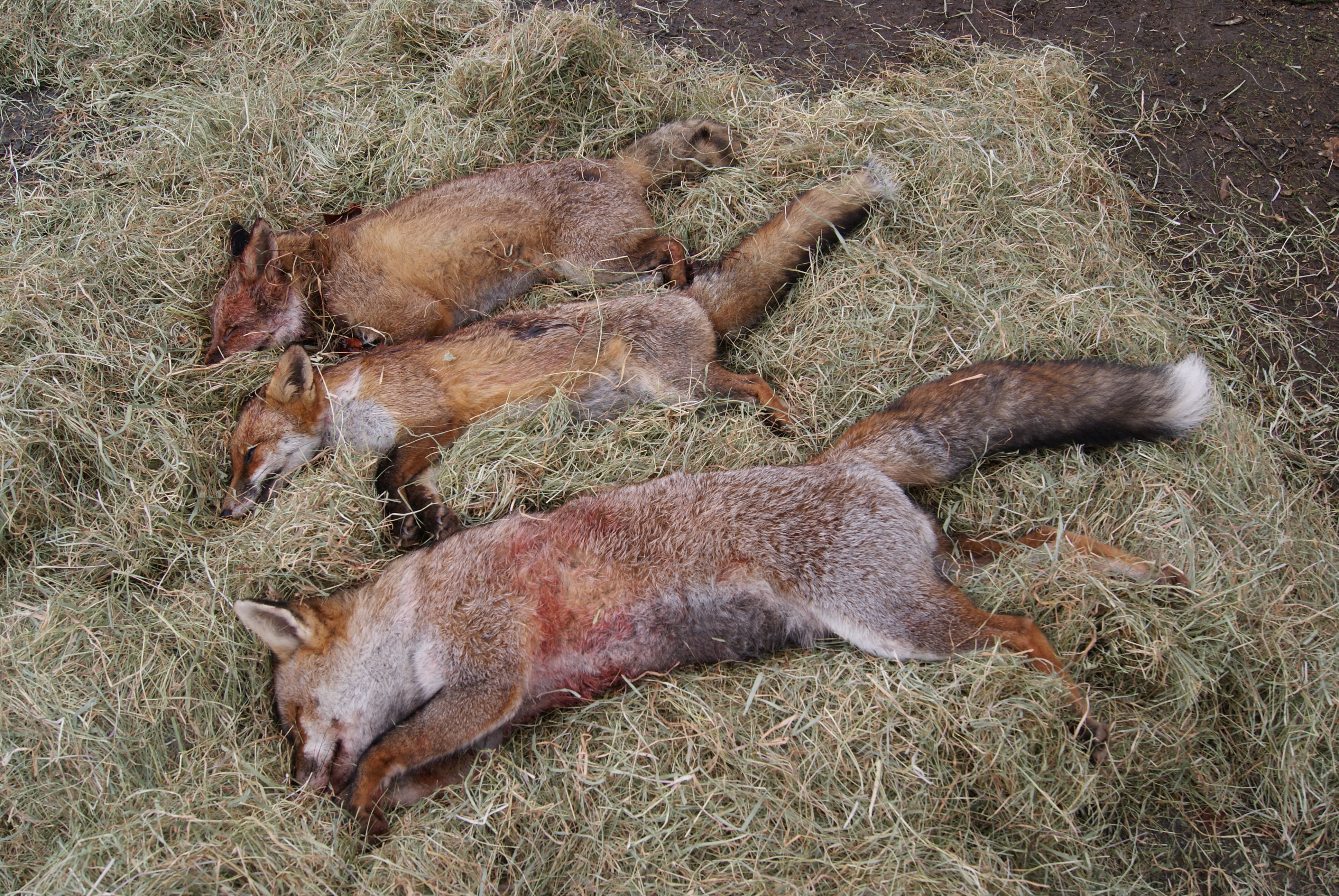
Lišky zabity psem při norování.

V průběhu funkčního období druhé vlády Andreje Babiše probíhalo jednání o novele zákona č. 449/2001 Sb., o myslivosti, kdy jedním z pozměňovacích návrhů novely bylo mj. i omezení norování. Projednávání předmětné novely mysliveckého zákona však bylo Poslaneckou sněmovnou Parlamentu ČR při třetím čtení přerušeno a projednávání příslušného sněmovního tisku ukončeno z důvodu konce volebního období. Lze však takřka s jistotou předpokládat, že snahy o novelizaci zákona č. 449/2001 Sb., o myslivosti, zejména ve vztahu k ukončení norování, budou nadále pokračovat ve volebním období vlády vedené Petrem Fialou.

### Právní úprava norování
Na základě právních rozborů a stanovisek oficiálních orgánů ČR činných v ochraně zvířat před týráním bylo zákonem zakázáno kontaktní norování při výcviku (tj. tréninku psa). Jednoznačně negativně se ke kontaktnímu norování v tomto ohledu vyjadřuje ve svém stanovisku například Ústřední komise pro ochranu zvířat, která je v ČR podle zákona č. 246/1992 Sb., na ochranu zvířat proti týrání, ve znění pozdějších předpisů, příslušným orgánem ochrany zvířat, její stanovisko však není právně závazné.
Zatímco výcvik norníků není možné dle platné legislativy provádět kontaktně, u samotných zkoušek tomu tak není. Dle řádu pro zkoušky loveckých psů z výkonu zkoušky, jenž vstoupil v platnost 1. ledna 2020, platí, že pes může absolvovat dva druhy zkoušek z norování. Prvními zkouškami jsou tzv. zkoušky nováčků (ZN), které kvalifikují psa pro práci pod zemí a probíhají bez kontaktu psa s liškou. V praxi zkouška spočívá v tom, že je liška v umělé noře od zkoušeného psa fyzicky oddělena kovovou mřížkou nebo jinou pevnou, pachově a zvukově propustnou přepážkou. Druhou formou zkoušek jsou tzv. individuální zkoušky z norování (IZN), které však probíhají v přírodních a přírodních umělých norách (při praktickém výkonu práva myslivosti). Jedná se tedy o již zcela kontaktní norování, při kterém dochází k přímému střetu psa a lišky. Úspěšné složení zkoušky nováčků či individuální zkoušky z norování vede k tomu, že pes bude kvalifikován jako lovecky upotřebitelný.